# The Perc Meets the Hidden Gentleman
Das deutsche Musik-Duo The Perc Meets the Hidden Gentleman, bestehend aus Tom „The Perc“ Redecker und Emilio „The Hidden Gentleman“ Winschetti, wurde im Jahr 1987 in Bremen gegründet. Winschetti hatte vorher bei den Mythen in Tüten gespielt, Redecker in dem Industrialprojekt Kühe im Nebel sowie solo als „The Perc“. Lothar Gärtner, ein gemeinsamer Freund, gründete für das Duo das Label Strange Ways Records, das mit weiteren Veröffentlichungen von Wolfsheim, Kastrierte Philosophen, Girls Under Glass und De/Vision eines der wichtigsten deutschen Independent-Labels wurde.

## Geschichte
Der Stil des Duos veränderte sich im Laufe der Zeit. Während auf dem Debütalbum Two Foozles At The Tea Party avantgardistischer Minimalismus vorherrschte, entdeckten die beiden auf dem zweiten Album This Maid of Delphi ihre Vorliebe für akustische Gitarren und wurden zu so Vorläufern des New Psycho/Stoner Folks.
Im Jahr 1991 erschien mit Lavender ihr erfolgreichstes Album, das gleichzeitig ein Konzeptalbum darstellte. Befreundete Musiker von Deine Lakaien, Phillip Boa, Strangemen, Lolitas und Fehlfarben unterstützen die Musiker im Studio.
Das Album erhielt positive Rezensionen in den Printmedien: „The Perc Meets The Hidden Gentleman gereicht mit Lavender der Verdienst, den Krautrock in die Neunzigerjahre gerettet zu haben“, schrieb Detlef Kinsler in der Frankfurter Rundschau. „Musik wie aus einer anderen Welt – eine buchstäblich einzigartige Musik“, meinte ME/Sounds, und der STERN schrieb: „Auf Lavender schwelgen Winschetti/Redecker in komplexen Arrangements und entziehen sich dabei musikalischen Schubladendenken.“ Auf die Veröffentlichung folgte eine rund einjährige Tour, die das Duo und ihr Lavender Orchestra auch ins benachbarte Ausland führte.
Mit Ages erschien im Jahr 1993 das bisher letzte und aufwendigste Studioalbum des „eigenwilligsten Duos Deutschlands“ (ME/Sounds). Verstärkung holten sie sich hierbei unter anderem bei Minne Graw (Ougenweide) und Volker Kahrs (Grobschnitt).
Für die Aufführung von Peter Turrinis Die Schlacht um Wien am Staatstheater Stuttgart im Jahr 1995 steuerte das Duo die Musik bei. Danach nahmen sich Winschetti und Redecker eine unbegrenzte künstlerische Auszeit. Winschetti ist heute in der Filmbranche tätig. Redecker fand sich mit Volker Kahrs bei Taras Bulba wieder und gründete im Jahr 1996 die Krautrock-Allstar-Band „The Electric Family“. Im Jahr 2000 rief er zusammen mit Lothar Gärtner das Label Sireena Records ins Leben.

## Diskografie

### Alben
- 1989: Two Foozles At The Tea Party; Strange Ways Records
- 1990: This Maid Of Delphi; Strange Ways Records
- 1990: The Fruits of Sin & Labor (Studio / Live)
- 1991: Lavender, Strange Ways Records
- 1993: Ages; Strange Ways Records
- 1998: Praha (Live-Album)
- 2002: In The Meantime (10")
- 2008: Telegram From The Meantime; Sireena Records
- 2024 The Variations Sonnenuhr; Sireena Records / Tribal Stomp

### Singles
- 1988: Hungry
- 1989: Rock The Widow
- 1989: Body Language (b/w The Pachinko Fake)
- 1991: The Infant King
- 2011: Man-I-Toba (b/w Element Of Crime)

### Kompilationen/Best ofs
- 1994 Schmankerln
- 1994 Seven Years on The Peak
- 2008 Telegram From The Meantime